# Percy Society
Percy Society war eine literarische Gesellschaft, die zwischen 1840 und 1852 in London existierte.
1840 gründete Lady Braybrooke mit zwölf bibliophilen Kollegen – darunter William Chappell (1809–1888), John Payne Collier (1789–1883), Thomas Crofton Croker (1789–1854), James Orchard Halliwell-Phillipps (1820–1899), Charles Mackay (1812–1889), Edward Francis Rimbault (1816–1876), und Thomas Wright (1810–1877) – in London die Percy Society; benannt nach dem Schriftsteller Thomas Percy (1729–1811). Die Zahl der Mitglieder war auf 500 begrenzt.
Jedes Mitglied war angehalten, auf eigene Kosten Faksimiles originaler literarischer Texte herstellen zu lassen. Das Committee der Gesellschaft beriet über die jeweils anstehende Veröffentlichung und stimmte darüber ab. Ein Schwerpunkt dieser Veröffentlichungen war das Elisabethanische Theater, aber auch Anthologien von kirchlichen wie auch weltlichen Liedern wurden veröffentlicht. Die Originale, die für eine Neuauflage vorgesehen waren, stammten aus den privaten Sammlungen der Mitglieder, oder angesehenen Instituten, wie der Bodleian Library, Ashmolean Museum
Pepys Library (Magdalene College, University of Cambridge) oder der Douce Collection.
1852 löste sich die Gesellschaft auf. Als 1868 der englische Philologe Frederic James Furnivall (1825–1910), die Ballad Society gründete, sah man diese durchaus als legitime Nachfolgerin an. Die Ballad Society kümmerte sich aber ausschließlich um die Rettung bzw. der Wiederentdeckung von Liedgut.